# Вюрм

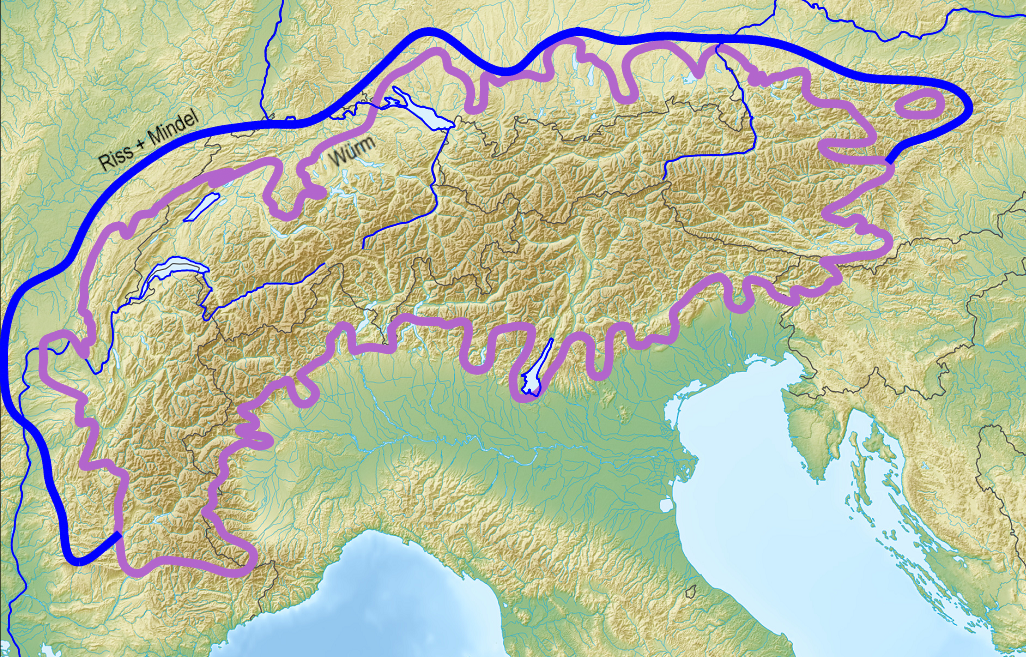
Фіолетовим: Розповсюдження альпійського льодовикового щита під час Вюрмського зледеніння. Синім: Розповсюдження льодовикових щитів у більш ранні льодовикові епохи

Вю́рм, вюрмське зледеніння (від нім. Würmsee — озеро в Альпах, басейн Дунаю) — останнє зледеніння (гляціал) в Альпах і Центральній Європі. Вперше виділено Пенком і Брюкнером у 1909 р. Хроностратиграфічно відповідає Віслинському зледенінню у Північній Європі та Вісконсинському зледенінню у Північній Америці. Назва на честь річки Вюрм у Баварії, притоки Ампер. Середньорічні температури за часів Вюрмського зледеніння на Баварському плоскогір'ї були нижче −3 ° C (на початок ХХІ сторіччя +7 ° C).
Відповідний льодовиковий період Північної та Центральної Європи відомий як Віслинське зледеніння. Незважаючи на глобальні зміни клімату, які спричинили основні цикли зледенінь, датування розвитку альпійського льодового покриву не співвідноситься автоматично з найбільшим розвитком Скандинавського льодовикового щита.  У Північній Америці відповідний "останній льодовиковий період" називають Вісконсинським зледенінням.

## Класифікація

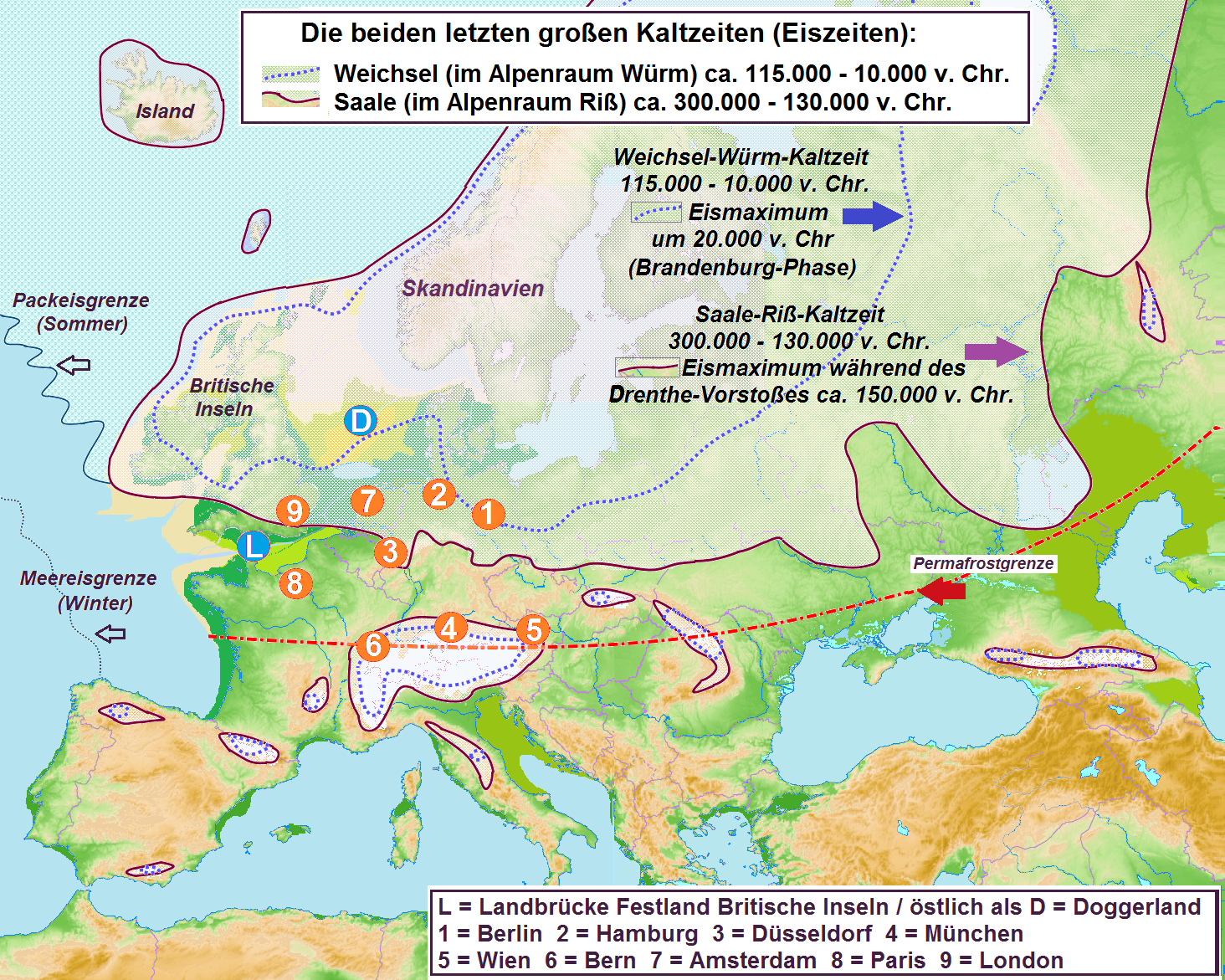
Межі поширення Вюрмського зледеніння на тлі Ріасського, та Віслинського на тлі Заальського

У Гелазький вік, тобто на початку четвертинного періоду близько 2,6 мільйонів років тому, у північній півкулі розпочалася льодовикова ера, яка триває і сьогодні. Характерним для таких льодовикових ер є утворення льодовикових полярних шапок. Після Гелазького віку відбулися ранній, середній та пізній плейстоцен з чергуванням декількох теплих (інтергляціалів) та холодних (гляціалів) періодів. Льодовики неодноразово просувалися від Альп до передгір'їв залишаючі після танення морену завтовшки до декількох сотень метрів. Науковці поділяють плейстоцен в Альпах на декілька фаз: зледеніння Біберське, Дунайське, Гюнцбурзьке, Хаслахське, Мінделя, Рісс та Вюрм. Найбільше просування льодовика до передгір'їв відбулося під час Рісського зледеніння (пор. Заальське зледеніння на півночі Європи). За часів останнього, Вюрмського зледеніння, не було такого потужного льодовикового фронту.
Морени та гравійні русла, утворені за часів Вюрмського зледеніння, найкраще збереглися, оскільки з тих пір подібних геологічних процесів більше не було. Сліди льодовикового щита не були викреслені пізнішими льодовиками та не покриті їх осадом. Це дозволяє точніше датувати Вюрмське зледеніння, ніж ранніші льодовикові періоди.
Вюрмське зледеніння закінчилося близько 11 700 років тому з початком голоцену. Холодний період змінився черговим потеплінням, яке триває і сьогодні, і під час якого льодовики відступають. Однак навіть у голоцені спостерігалися коливання температури та зростання льодовиків, останнім в сучасну епоху був Малий льодовиковий період. Голоцен вважається "інтергляціалом" більшого льодовикового періоду, оскільки полюси та високогірні райони все ще зледеніли.

## Хронологія
Після рисс-вюрмського інтергляціалу виділяють перехідний період до вюрмського зледеніння, в якому дослідники за даними радіовуглецевого аналізу виділяють три послідовних етапи:
1. Амерсфортський інтерстадіал[4] (поч. 64 тис. р. до н. е.)
2. Льодовиковий стадіал (поч. 60 тис. р. до н. е.)
3. Брерупський[5] (Лопштедський)[6] інтерстадіал (поч. 57 тис. р. до н. е.)

Власне Вюрм більшість гляціологів ділять на три, а деякі на п'ять холодних стадіалів:
- Вюрм І (54-40 тис. р. до н. е.)

- Інтерстадіал Вюрм І / ІІ (40-31 тис. р. до н. е.)

- Вюрм ІІ (31-28 тис. р. до н. е.)

- Інтерстадіал Вюрм ІІ / ІІІ (28-24 тис. р. до н. е.)

- Вюрм ІІІ (24-18 тис. р. до н. е.)

- Інтерстадіал Ложері (18-14 тис. р. до н. е.)

Крім того, виділяють ще верхній (або пізній) Вюрм, який поділяють на періоди зледенінь і потеплінь:
- Дріас[8] древній (14-11 тис. р. до н. е.)[9]

- Беллінг (11300-10600 р. до н. е.)

- Дріас середній (10600-9900 р. до н. е.)

- Аллерод (9900-8900 р. до н. е.)

- Дріас пізній (8900-8000 р. до н. е.)